# Raymond Wells

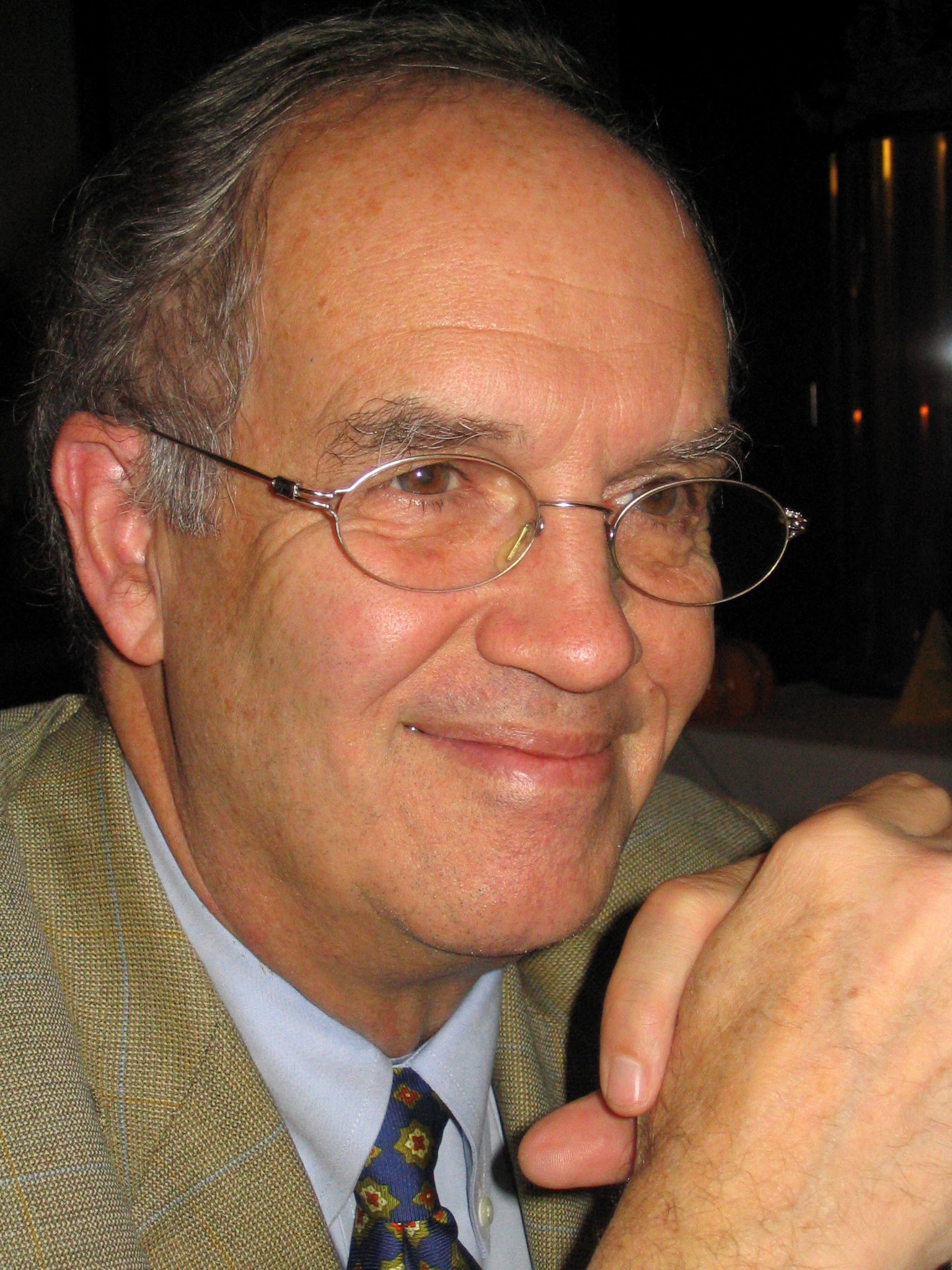
Raymond Wells, 2004

Raymond O’Neil Wells Junior, genannt Ronny Wells, (* 12. Juni 1940 in Dallas) ist ein US-amerikanischer Mathematiker, der sich mit Funktionentheorie in mehreren Variablen, algebraischer Geometrie, mathematischer Physik, Wavelets und Mathematikpädagogik befasst.

## Leben
Wells studierte an der Rice University mit dem Bachelor-Abschluss 1962, erhielt 1964 seinen Master-Abschluss an der New York University, an der er 1965 bei Lipman Bers promoviert wurde (On the local holomorphic hull of a real submanifold in several complex variables). Er war seit 1965 Professor für Mathematik an der Rice University, mit einer vollen Professur seit 1974, und war dort Vorsitzender der Mathematischen Fakultät. Nach seiner Emeritierung war er Mitgründer der Jacobs University Bremen. Er war dort Professor für Mathematik und Vizepräsident (External Affairs).
Er verfasste Bücher über Twistoren, Wavelets und Analysis auf komplexen Mannigfaltigkeiten.
1970/71 und 1979/80 war er am Institute for Advanced Study. 1967/68 war er Gastprofessor an der Brandeis University und 1983/84 Ulam Visiting Professor an der University of Colorado. 1984 war er Austauschwissenschaftler der National Academy of Sciences in Bulgarien.
1974/75 war er Guggenheim Fellow und erhielt den Humboldt-Forschungspreis, mit dem er 1974/75 Gastprofessor an der Georg-August-Universität Göttingen war.
Er war Herausgeber der Transactions of the AMS, und er ist Fellow der American Mathematical Society und der American Association for the Advancement of Science. Ab 1979 war er im Rat der AMS. 1984 bis 1987 war er im US National Committee of Mathematics und 1985 bis 1991 im US Committee of Mathematics Instruction.
Wells ist seit 1963 mit Rena Schwarze verheiratet und hat zwei Kinder.

## Schriften
- Differential Analysis on Complex Manifolds, Prentice-Hall 1973, 2. Auflage Springer Verlag 1980, 3. Auflage Springer Verlag 2008
- mit Howard L. Resnikoff Mathematics in Civilization, Holt, Rinehart and Winston 1973, 2. Auflage Dover Publications 1984
  - Deutsche Übersetzung: Mathematik im Wandel der Kulturen, Vieweg 1983
- mit Howard Resnikoff Wavelet Analysis - The Scalable Structure of Information, Springer Verlag 1998
- mit Richard S. Ward Twistor Geometry and Field Theory, Cambridge University Press 1990
- Herausgeber Several Complex Variables, 2 Bände, Symposium in Pure Mathematics, AMS 1977
- mit Joseph A. Wolf Poincaré series and automorphic cohomology on flag manifolds, Annals of Mathematics, Band 105, 1977, S. 397–448
- mit D. Burns, S. Shnider Deformations of strictly pseudoconvex domains, Inventiones Mathematicae, Band 46, 1978, S. 237–253